# SCE-200
SCE-200はISRO傘下の液体推進システムセンターで開発中の液体燃料 ロケットエンジンである。ISROによって予定される将来の重量物打ち上げ用のUnified Launch Vehicle (ULV)と再利用型打ち上げ機 (RLV)の動力のために開発中であるが 、その前にGSLV Mk IIIの(古いヴィカースエンジンを動力とする)L110 ステージを SC160に置き換えて試験する予定である。
第一のISROの目標はULV (Unified Launch Vehicle)と呼ばれる新しいSLVシリーズで現行のPSLV、GSLVとGSLV Mk IIIを置き換える事である。ULV (Unified Launch Vehicle)は人工衛星打ち上げ機の推進剤としてN2O4/UDMHを放棄した。

## 歴史
2005年6月2日、インドとウクライナは2006年2月15日から発効する予定だった宇宙空間の平和利用のための協力へのウクライナとインドの間での枠組みの合意に調印した。 この枠組みは国際輸出規制レジームの平和利用に特化した協定遵守だった。ミサイル技術管理レジームでインドはウクライナから平和利用の技術のみ技術移転を受けられる。枠組みの合意の3章に宇宙輸送システムと科学研究目的の組み立て、製造、打ち上げ、運用と打ち上げ機、人工衛星と他の宇宙システムについて記述される。
2006年11月ISROのためにウクライナがケロシンと液体酸素を推進剤とする二段燃焼サイクルの液体燃料ロケットエンジンを開発する契約に調印した。この契約ではユージュノエ設計局がこのようなエンジンの製造能力を欠くので設計図を移転する。しかし、技術分析法やソフトウェアの部分は移転には含まれない。そして同様に契約上、ISROのみが輸入して利用する予定で、エンジンは平和目的のみの利用とされる。複製、改造、更新、第三国への再輸出、移転はユージュノエとウクライナの輸出規制機関の合意なくしてはできない。そして軍用は厳禁である。合意は同様にウクライナ政府も関与している。
エンジンの計画は2,105 kN (473,000 lbf) RD-810として識別される。 複数の著者はRD-120を原型機とするとするもののウェブサイトでは設計者は"ゼニットロケットの二段燃焼サイクル技術を基にする"とだけ記述される。 推力78.5 kN (17,600 lbf)のRD-8 バーニアスラスタはユージュノエによって設計されるが比較して超小型のエンジンである。推力7,887 kN (1,773,000 lbf)のRD-170はNPOエネゴマシュによって設計、生産されたが、推力912 kN (205,000 lbf)のRD-120はNPOエネゴマシュによって設計されたが生産はユージュノエ、ユージュマシュがライセンスの許諾を受けて製造する。そのため、複数の技術はRD-120から改良されるが新規開発として認識される。
| 名称            | RD-810                       | SCE-200                      |
| --------------- | ---------------------------- | ---------------------------- |
| 開発中          | ユージュノエ設計局           | 液体推進システムセンター     |
| エンジン種別    | 酸化剤リッチ二段燃焼サイクル | 酸化剤リッチ二段燃焼サイクル |
| 推進剤          | ケロシン/液体酸素 (O/F 2.65) | ケロシン/LOX (O/F 2.65)      |
| 燃焼室圧力      |                              | 18 MPa (2,600 psi)           |
| 推力 (SL)       | 1,876 kN (422,000 lbf)       | 1,820 kN (410,000 lbf)       |
| 推力 (真空中)   | 2,105 kN (473,000 lbf)       | 2,030 kN (460,000 lbf)       |
| 比推力 (SL)     | 299秒                        | 299秒                        |
| 比推力 (真空中) | 335.5秒                      | 335秒                        |
| ジンバル        | 8°                           | 8°                           |
| 乾燥重量        | <2,800キログラム (6,200 lb)  | 2,700キログラム (6,000 lb)   |

2015年5月から6月にかけてISROとロシア連邦宇宙局は宇宙空間での包括的な協力への了解覚書に調印した。 インド宇宙研究機関の長官のA. S. Kiran Kumarは最初の恩恵はマヘンドラギリ準低温試験設備は最終的に委託されたもののSCE-200の試験にロシアの試験設備を利用できる事とする。彼は同様にエンジンの部品 Rs. 1,800-crore 準低温打ち上げ機計画の一環として静止トランスファ軌道へ6,000キログラム (13,000 lb)から10,000キログラム (22,000 lb)の軌道投入能力を計画する。 この協力は国際的な政治リスクを除くために設備の利用のみに留まり、技術移転は伴わない予定である。